# بطولة تونس للكرة الطائرة للرجال 1993-1994
بطولة تونس للكرة الطائرة للرجال 1993-1994 هو الموسم رقم 39 من بطولة تونس للكرة الطائرة للرجال.

فاز بهذا الموسم النادي الأفريقي.

## روابط خارجية
- الموقع الرسمي للجامعة التونسية للكرة الطائرة.